# Ретрофлексные согласные
Ретрофлексный согласный (от лат. retro — обратно, назад и flexio — сгибание»), иногда ретрофлексивный согласный или церебральный согласный (особенно в индологии, санскр. мурдханья — от мурдхан «голова»), также какуминальные согласные — согласный звук, при произнесении которого кончик языка поднимается к твёрдому нёбу и немного загибается назад.

Положение языка при артикуляции ретрофлексных согласных

| Звук | Описание                                         | Пример               | Пример          | Пример                | Пример          |
| Звук | Описание                                         | Язык                 | Написание       | IPA                   | Значение        |
| ---- | ------------------------------------------------ | -------------------- | --------------- | --------------------- | --------------- |
|      | Ретрофлексный носовой                            | Шведский             | Vänern          | [vɛː.neɳ]             | озеро Венерн    |
|      | глухой ретрофлексный взрывной                    | Хинди                | टापू (ṭāpū)       | [ʈɑpu]                | «остров»        |
|      | звонкий ретрофлексный взрывной                   | Шведский             | nord            | [nuːɖ]                | «север»         |
|      | глухой ретрофлексный фрикативный                 | Китайский (гуаньхуа) | 上海 (Shànghǎi) | [ʂɑ̂ŋ.xàɪ]             | Шанхай          |
|      | звонкий ретрофлексный фрикативный                | Польский             | żaba            | [ʐaˑba]               | жаба «лягушка»  |
|      | ретрофлексный аппроксимант                       | Тамильский           | தமிழ் (Tamil)     | [t̪ɐmɨɻ]               | Тамильский язык |
|      | боковой (латеральный) ретрофлексный аппроксимант | Шведский             | Karlstad        | [kʰɑːɭ.sta]           | Карлстад        |
|      | ретрофлексный одноударный                        | Хауса                | shaara          | [ʃáːɽa]               | «уборка»        |
| ɺ̢    | ретрофлексный боковой (латеральный) одноударный  | Пушту                | ﻛړو             | [IPAШаблон:K'''ɺ̢'''o] | «делать»        |
| !˞   | ретрофлексный щелчок                             | Экока Къкунг         | —               | g!˞ú                  | «вода»          |
| ɽ͡r   | ретрофлексный дрожащий                           | Голландский          | riem            | ɽ͡rim                  | «ремень»        |

## Аффрикаты
К группе ретрофлексных согласных относят аффрикаты срединного образования (глухую аффрикату [ʈʂ] и звонкую аффрикату [ɖʐ]) и латерального (или бокового) образования (глухую [ʈɭ̊˔] и звонкую [ɖɭ˔]).